# Halytski Levy Novojavorivsk
 Halytski Levy Novojavorivsk, (ukrainska:Галицькі Леви Новояворівськ) tidigare HK Levy (ukrainska: ХК Леви) och Levy Lviv (ukrainska:Леви Львів), är en ishockeyklubb från Novoiavorivsk, Ukraina. Klubben bildades år 2011 och spelade i Profesionalna chokejna liha 2011-2013 och i Ukrainska mästerskapet i ishockey säsongen 2013/2014. Efter några års inaktivitet spelar klubben i Ukranian Hockey League ifrån säsongen 2017/2018.